# Mała Sywula

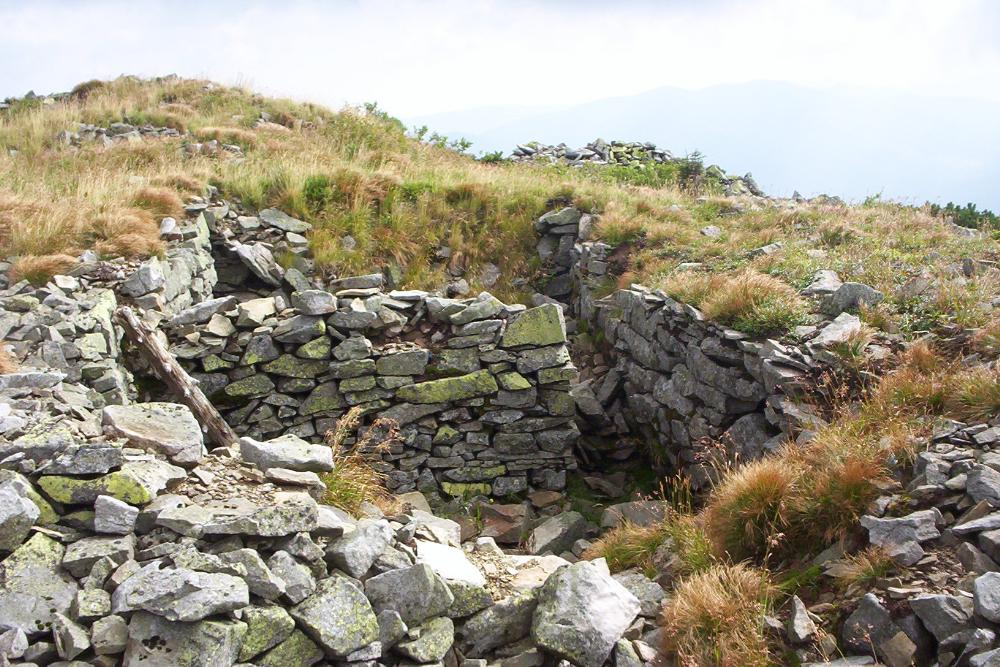
Okopy na Małej Sywuli

Mała Sywula (1818 m n.p.m.) – niższy wierzchołek masywu Sywuli, położonego w Gorganach (Ukraina).  W partii szczytowej występują rumowiska skalne (gorgan), kosówka i łąki górskie.
Na Małej Sywuli zachowane są okopy z I wojny światowej, a także resztki betonowej wieży geodezyjnej.